# Episodi di The Lineup (terza stagione)
La terza stagione della serie televisiva The Lineup è andata in onda negli Stati Uniti dal 28 settembre 1956 al 21 giugno 1957 sulla CBS.
| nº | Titolo originale               | Prima TV USA      |
| -- | ------------------------------ | ----------------- |
| 1  | The Adams Case                 | 28 settembre 1956 |
| 2  | The Fisherman's Wharf Case     | 5 ottobre 1956    |
| 3  | The Ringing Bells Case         | 12 ottobre 1956   |
| 4  | The Sorenson Case              | 19 ottobre 1956   |
| 5  | The Motorcycle Case            | 26 ottobre 1956   |
| 6  | The Julius Caesar Case         | 2 novembre 1956   |
| 7  | The Crazy Killer Case          | 9 novembre 1956   |
| 8  | The Cosmopolitan Bunco Case    | 16 novembre 1956  |
| 9  | The Madcap McGee Case          | 23 novembre 1956  |
| 10 | The Paper Millionaire Case     | 30 novembre 1956  |
| 11 | The Rancho Cordova Case        | 7 dicembre 1956   |
| 12 | The James Sunday Case          | 14 dicembre 1956  |
| 13 | The Adam Condon Case           | 28 dicembre 1956  |
| 14 | The Chinese Teapot Case        | 4 gennaio 1957    |
| 15 | The Toy Tiger Case             | 11 gennaio 1957   |
| 16 | The Ellis Garden Case          | 18 gennaio 1957   |
| 17 | The Missing Limousine Case     | 25 gennaio 1957   |
| 18 | The Juke Box Bandit Case       | 1º febbraio 1957  |
| 19 | The Armored Car Case           | 8 febbraio 1957   |
| 20 | The Robert Ericson Case        | 15 febbraio 1957  |
| 21 | The Bay Meadows Case           | 22 febbraio 1957  |
| 22 | The Walking Dead Man Case      | 1º marzo 1957     |
| 23 | The Heinrich Menzel Case       | 8 marzo 1957      |
| 24 | The Charlene Bleak Murder Case | 15 marzo 1957     |
| 25 | The Cherokee Rose Case         | 22 marzo 1957     |
| 26 | The Question Mark Case         | 29 marzo 1957     |
| 27 | The Sailor's Wife Case         | 5 aprile 1957     |
| 28 | The Georgie Gillette Case      | 12 aprile 1957    |
| 29 | The Robert Avery Case          | 26 aprile 1957    |
| 30 | The Ambitious Peddler Case     | 3 maggio 1957     |
| 31 | The Transom Burglar Case       | 10 maggio 1957    |
| 32 | The Goode Case                 | 17 maggio 1957    |
| 33 | The Stanley Devlin Case        | 24 maggio 1957    |
| 34 | The Unwelcome Visitor Case     | 31 maggio 1957    |
| 35 | The Alfred Morgan Case         | 21 giugno 1957    |

## The Adams Case
- Prima televisiva: 28 settembre 1956

### Trama
- Interpreti: Warner Anderson (detective Ben Guthrie), Tom Tully (ispettore Matt Grebb), Marshall Reed (ispettore Fred Asher), Mercedes Shirley, Eloise Hardt, Jean-Pierre Laverne, Lester Sharpe, Helen Wallace

## The Fisherman's Wharf Case
- Prima televisiva: 5 ottobre 1956

### Trama
- Interpreti: Warner Anderson (detective Ben Guthrie), Tom Tully (ispettore Matt Grebb), Marshall Reed (ispettore Fred Asher), Bill Pullen (Henry), Jack Petruzzi (Martuzzi), Lili Kardell (Mindy), Dennis Moore

## The Ringing Bells Case
- Prima televisiva: 12 ottobre 1956

### Trama
- Interpreti: Warner Anderson (detective Ben Guthrie), Tom Tully (ispettore Matt Grebb), Marshall Reed (ispettore Fred Asher), Carol Shannon, Dave Willock, Gary Gray (Bell Boy)

## The Sorenson Case
- Prima televisiva: 19 ottobre 1956

### Trama
- Interpreti: Warner Anderson (detective Ben Guthrie), Tom Tully (ispettore Matt Grebb), Marshall Reed (ispettore Fred Asher)

## The Motorcycle Case
- Prima televisiva: 26 ottobre 1956

### Trama
- Interpreti: Warner Anderson (detective Ben Guthrie), Tom Tully (ispettore Matt Grebb), Marshall Reed (ispettore Fred Asher)

## The Julius Caesar Case
- Prima televisiva: 2 novembre 1956

### Trama
- Interpreti: Warner Anderson (detective Ben Guthrie), Tom Tully (ispettore Matt Grebb), Marshall Reed (ispettore Fred Asher)

## The Crazy Killer Case
- Prima televisiva: 9 novembre 1956

### Trama
- Interpreti: Warner Anderson (detective Ben Guthrie), Tom Tully (ispettore Matt Grebb), Marshall Reed (ispettore Fred Asher)

## The Cosmopolitan Bunco Case
- Prima televisiva: 16 novembre 1956

### Trama
- Interpreti: Warner Anderson (detective Ben Guthrie), Tom Tully (ispettore Matt Grebb), Marshall Reed (ispettore Fred Asher)

## The Madcap McGee Case
- Prima televisiva: 23 novembre 1956

### Trama
- Interpreti: Warner Anderson (detective Ben Guthrie), Tom Tully (ispettore Matt Grebb), Marshall Reed (ispettore Fred Asher), Noreen Nash

## The Paper Millionaire Case
- Prima televisiva: 30 novembre 1956

### Trama
- Interpreti: Warner Anderson (detective Ben Guthrie), Tom Tully (ispettore Matt Grebb), Marshall Reed (ispettore Fred Asher), Reginald Sheffield (colonnello Fitzhugh-Martin), Jay Jostyn (Charles Corvidian), Peter J. Votrian (Harrigan), Norma Varden (Mrs. Gordon), Jean Moorhead (Miss Bartlett), Clark Howat (Goldsworthy - Hotel Manager), Billy Nelson (Clarence Herbert)

## The Rancho Cordova Case
- Prima televisiva: 7 dicembre 1956

### Trama
- Interpreti: Warner Anderson (detective Ben Guthrie), Tom Tully (ispettore Matt Grebb), Marshall Reed (ispettore Fred Asher), Vera Marshe, Nolan Leary

## The James Sunday Case
- Prima televisiva: 14 dicembre 1956

### Trama
- Interpreti: Warner Anderson (detective Ben Guthrie), Tom Tully (ispettore Matt Grebb), Marshall Reed (ispettore Fred Asher), Kenneth Patterson (James Sunday), Jil Jarmyn (Adele Thomas)

## The Adam Condon Case
- Prima televisiva: 28 dicembre 1956

### Trama
- Interpreti: Warner Anderson (detective Ben Guthrie), Tom Tully (ispettore Matt Grebb), Marshall Reed (ispettore Fred Asher), Billy Nelson, James McCallion

## The Chinese Teapot Case
- Prima televisiva: 4 gennaio 1957

### Trama
- Interpreti: Warner Anderson (detective Ben Guthrie), Tom Tully (ispettore Matt Grebb), Marshall Reed (ispettore Fred Asher), Elaine Riley, Richard Reeves, Eric Snowden

## The Toy Tiger Case
- Prima televisiva: 11 gennaio 1957

### Trama
- Interpreti: Warner Anderson (detective Ben Guthrie), Tom Tully (ispettore Matt Grebb), Marshall Reed (ispettore Fred Asher), Jil Jarmyn, Angie Dickinson, Ron Hagerthy

## The Ellis Garden Case
- Prima televisiva: 18 gennaio 1957

### Trama
- Interpreti: Warner Anderson (detective Ben Guthrie), Tom Tully (ispettore Matt Grebb), Marshall Reed (ispettore Fred Asher)

## The Missing Limousine Case
- Prima televisiva: 25 gennaio 1957

### Trama
- Interpreti: Warner Anderson (detective Ben Guthrie), Tom Tully (ispettore Matt Grebb), Marshall Reed (ispettore Fred Asher), Peter Leeds, Tom London

## The Juke Box Bandit Case
- Prima televisiva: 1º febbraio 1957

### Trama
- Interpreti: Warner Anderson (detective Ben Guthrie), Tom Tully (ispettore Matt Grebb), Marshall Reed (ispettore Fred Asher), Dehl Berti (Harold Verey), Eugenia Paul (Peggy Granger), James Nolan (Samuel X. Roscoe), Jay Adler (Nevada Jones), John Cliff (camionista), Mickey Simpson (Lineup Suspect #1), Ralph Manza (Lineup Suspect #2), Harry Wilson (Lineup Suspect #4)

## The Armored Car Case
- Prima televisiva: 8 febbraio 1957

### Trama
- Interpreti: Warner Anderson (detective Ben Guthrie), Tom Tully (ispettore Matt Grebb), Marshall Reed (ispettore Fred Asher), Jack Petruzzi

## The Robert Ericson Case
- Prima televisiva: 15 febbraio 1957

### Trama
- Interpreti: Warner Anderson (detective Ben Guthrie), Tom Tully (ispettore Matt Grebb), Marshall Reed (ispettore Fred Asher), Riza Royce, Tommy Tucker, Virginia Gregg, Carlyle Mitchell

## The Bay Meadows Case
- Prima televisiva: 22 febbraio 1957

### Trama
- Interpreti: Warner Anderson (detective Ben Guthrie), Tom Tully (ispettore Matt Grebb), Marshall Reed (ispettore Fred Asher), Gene Reynolds, John Banner, Nicky Blair, William F. Leicester

## The Walking Dead Man Case
- Prima televisiva: 1º marzo 1957

### Trama
- Interpreti: Warner Anderson (detective Ben Guthrie), Tom Tully (ispettore Matt Grebb), Marshall Reed (ispettore Fred Asher), Aline Towne, Bob Wehling

## The Heinrich Menzel Case
- Prima televisiva: 8 marzo 1957

### Trama
- Interpreti: Warner Anderson (detective Ben Guthrie), Tom Tully (ispettore Matt Grebb), Marshall Reed (ispettore Fred Asher), Leon Askin (Heinrich Menzel), Henry Slate, Iphigenie Castiglioni, Jil Jarmyn

## The Charlene Bleak Murder Case
- Prima televisiva: 15 marzo 1957

### Trama
- Interpreti: Warner Anderson (detective Ben Guthrie), Tom Tully (ispettore Matt Grebb), Marshall Reed (ispettore Fred Asher)

## The Cherokee Rose Case
- Prima televisiva: 22 marzo 1957

### Trama
- Interpreti: Warner Anderson (detective Ben Guthrie), Tom Tully (ispettore Matt Grebb), Marshall Reed (ispettore Fred Asher), Chris O'Brien

## The Question Mark Case
- Prima televisiva: 29 marzo 1957

### Trama
- Interpreti: Warner Anderson (detective Ben Guthrie), Tom Tully (ispettore Matt Grebb), Marshall Reed (ispettore Fred Asher), Douglas Odney, Clayton Post

## The Sailor's Wife Case
- Prima televisiva: 5 aprile 1957

### Trama
- Interpreti: Warner Anderson (detective Ben Guthrie), Tom Tully (ispettore Matt Grebb), Marshall Reed (ispettore Fred Asher)

## The Georgie Gillette Case
- Prima televisiva: 12 aprile 1957

### Trama
- Interpreti: Warner Anderson (detective Ben Guthrie), Tom Tully (ispettore Matt Grebb), Marshall Reed (ispettore Fred Asher)

## The Robert Avery Case
- Prima televisiva: 26 aprile 1957

### Trama
- Interpreti: Warner Anderson (detective Ben Guthrie), Tom Tully (ispettore Matt Grebb), Marshall Reed (ispettore Fred Asher), Russ Conway (Daniel Livermore), John Close (Tom - Police Sgt.), Chet Stratton (Thomas Richards - Apartment Manager), Carol Nugent (Nader, Carol), Walter Coy (Robert Avery)

## The Ambitious Peddler Case
- Prima televisiva: 3 maggio 1957

### Trama
- Interpreti: Warner Anderson (detective Ben Guthrie), Tom Tully (ispettore Matt Grebb), Marshall Reed (ispettore Fred Asher), Mary Newton, Gloria Saunders, Ruta Lee, William Forrest

## The Transom Burglar Case
- Prima televisiva: 10 maggio 1957

### Trama
- Interpreti: Warner Anderson (detective Ben Guthrie), Tom Tully (ispettore Matt Grebb), Marshall Reed (ispettore Fred Asher)

## The Goode Case
- Prima televisiva: 17 maggio 1957

### Trama
- Interpreti: Warner Anderson (detective Ben Guthrie), Tom Tully (ispettore Matt Grebb), Marshall Reed (ispettore Fred Asher), Jean Howell, Peter Adams, Ruta Lee

## The Stanley Devlin Case
- Prima televisiva: 24 maggio 1957

### Trama
- Interpreti: Warner Anderson (detective Ben Guthrie), Tom Tully (ispettore Matt Grebb), Marshall Reed (ispettore Fred Asher), Robert Hutton (Stanley Devlin), Eve Miller (Jane Carstairs), Lillian Bronson (Mrs. Gresham), Greg Roman (Sidney Carstairs), Lewis Martin (Jim - Ispettore postale), Robert Carson (sergente della polizia)

## The Unwelcome Visitor Case
- Prima televisiva: 31 maggio 1957

### Trama
- Interpreti: Warner Anderson (detective Ben Guthrie), Tom Tully (ispettore Matt Grebb), Marshall Reed (ispettore Fred Asher), Robert J. Wilke, Strother Martin

## The Alfred Morgan Case
- Prima televisiva: 21 giugno 1957

### Trama
- Interpreti: Warner Anderson (detective Ben Guthrie), Tom Tully (ispettore Matt Grebb), Marshall Reed (ispettore Fred Asher)